# 麥卡錫冰原島峰
69°7′S 64°45′E / 69.117°S 64.750°E
麥卡錫冰原島峰（英語：McCarthy Nunatak）是南極洲的冰原島峰，位於麥克羅伯特森地，處於迪波峰東南面9公里，在1970年由澳大利亞探險隊發現，現時由南極條約體系管理。